# Affär är affär
Affär är affär (Les affaires sont les affaires) skrevs av Octave Mirbeau, en av författarna vid la Comédie-Française. Pjäsen fick stora framgångar när den i april 1903 spelades vid nationalteatern i Paris. Mirbeau blev internationellt erkänd, särskilt i Ryssland och i Tyskland.

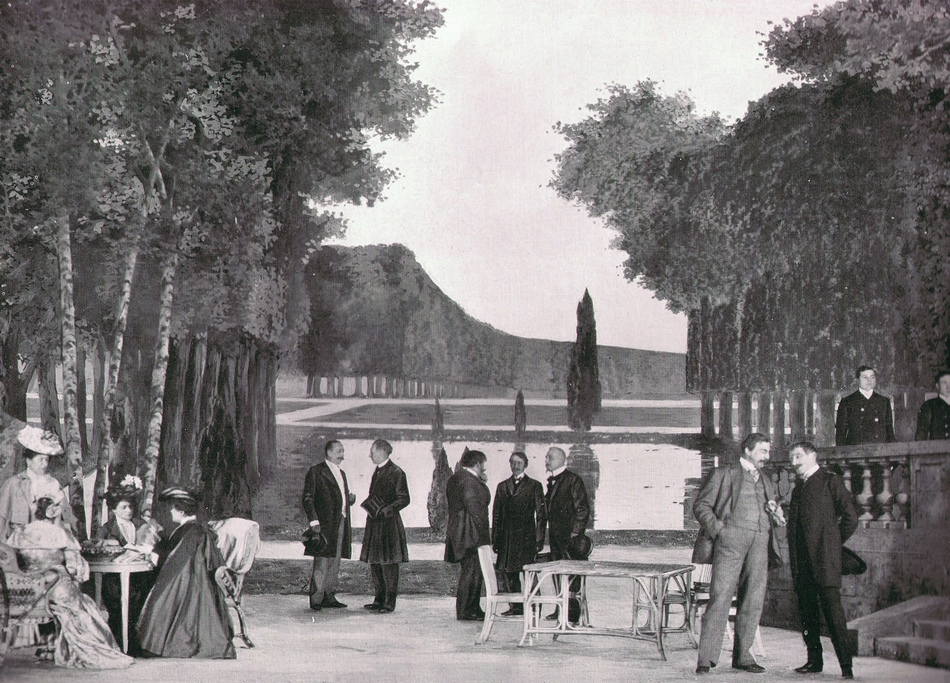
Les affaires sont les affaires, Comédie-Française, 1903

## Innehåll
Det rör sig om en klassisk komedi med kostymer och karaktärer enligt Molières tradition. Den våldsamma, anarkistiska Mirbeau utvecklar en stark kritik gentemot dåtidens borgerliga samhälle, den vilda kapitalismen och näringslivet, den juridiska utformningen och ”gangsterismen”.
Den centrala karaktären heter symboliskt Isidore Lechat, hänsynslöst rovdjur, och utgör prototypen för den moderna affärsmannen ”brasseur d’affaires”. Han är en produkt av den nya världen som drar fördel av situationer och följer världens expansionistiska mönster. Men kärleken till sin dotter Germaine, som gör uppror mot sin fars cynism och väljer friheten, samt sonen Xaviers korrupta död i en bilolycka, gör att Isidore Lechat slutligen undkommer sin libido dominandi.